# Xã Addie, Quận Griggs, Bắc Dakota
Xã Addie (tiếng Anh: Addie Township) là một xã thuộc quận Griggs, tiểu bang Bắc Dakota, Hoa Kỳ. Năm 2010, dân số của xã này là 64 người.